# Coelichneumon flagellator
Coelichneumon flagellator är en stekelart som beskrevs av Heinrich 1961. Coelichneumon flagellator ingår i släktet Coelichneumon och familjen brokparasitsteklar. Inga underarter finns listade i Catalogue of Life.